# Pawlowskaja (Krasnodar)
Pawlowskaja (russisch Па́вловская) ist eine Staniza in der südrussischen Region Krasnodar mit 31.327 Einwohnern (Stand 14. Oktober 2010).

## Geographie
Die Staniza liegt im Norden des Kubangebietes, etwa 140 km nordöstlich der Regionshauptstadt Krasnodar an der Sossyka, einem linken Nebenfluss der Jeja. Pawlowskaja ist die viertgrößte Staniza (Kosakensiedlung) der Region.
Die Staniza Pawlowskaja ist Verwaltungszentrum des gleichnamigen Rajons Pawlowskaja (Pawlowski).

## Geschichte
Der Ort wurde 1822 von Kubankosaken als Pawlowskoje gegründet, benannt nach dem Apostel Paulus (russisch Pawel; siehe Wappen). Seit 1842 gilt er als Staniza unter der heutigen Namensform.
1875 wurde die Hauptstrecke der Nordkaukasus-Eisenbahn von Rostow nach Wladikawkas östlich der Staniza vorbeigeführt; hier entstand die nach dem Fluss benannte Station Sossyka. 1911 wurde sie zum Ausgangspunkt der privaten Jeisker Eisenbahn über die großen Stanizen Umanskaja und Starominskaja zur Stadt Jeisk an der Küste des Asowschen Meeres. Näher an der Staniza entstand damit die neue Bahnstation, Sossyka-Jeiskaja; die alte wurde in Sossyka-Rostowskaja umbenannt.
Durch die somit günstige Verkehrslage der Staniza wuchs ihre wirtschaftliche Bedeutung der Staniza gegen Ende des 19. Jahrhunderts. In dieser Zeit gehörte sie administrativ zur Abteilung (Otdel) Jeisk der damaligen Oblast Kuban.
Im Zweiten Weltkrieg war Pawlowskaja vom Sommer 1942 bis Februar 1943 von der deutschen Wehrmacht besetzt.

### Bevölkerungsentwicklung
| Jahr | Einwohner |
| ---- | --------- |
| 1897 | 8.050     |
| 1939 | 12.279    |
| 1959 | 16.652    |
| 1970 | 23.627    |
| 1979 | 25.846    |
| 1989 | 28.744    |
| 2002 | 30.736    |
| 2010 | 31.327    |

Anmerkung: Volkszählungsdaten

## Wirtschaft und Infrastruktur
Die Staniza ist Zentrum eines wichtigen Landwirtschaftsgebietes. Es gibt eine Reihe von Betrieben zur Verarbeitung landwirtschaftlicher Produkte (Zuckerfabrik, Konservenfabrik „Techada“, Großschlachthof („Fleischkombinat“) „Pawlowski“, Futtermittelfabrik) sowie mehr als zehn Unternehmen der Bauwirtschaft.
Pawlowskaja liegt an der Eisenbahnstrecke von Rostow–Mineralnyje Wody–Wladikawkas bzw. –Machatschkala–Baku (Station Sossyka-Rostowskaja, Streckenkilometer 1468 ab Moskau). Die früher abzweigende Strecke nach Jeisk ist auf dem Abschnitt bis Starominskaja seit den 1990er Jahren außer Betrieb.
Der Ort ist zudem wichtiger Knotenpunkt des Straßennetzes. Von der östlich um Pawlowskaja herum führenden Fernstraße M4 Moskau–Rostow–Noworossijsk (auch Europastraße 115) zweigt hier die M29 ab, die wie die Eisenbahnstrecke zur aserbaidschanischen Grenze führt. Eine Regionalstraße führt in Richtung Jeisk.